# Лита Грей
Ли́та Грей (англ. Lita Grey, 15 апреля 1908, Голливуд, Калифорния — 29 декабря 1995[…], Лос-Анджелес, Калифорния) — американская актриса, вторая жена актёра и режиссёра Чарли Чаплина, на которой он женился в 1924 году, будучи значительно старше её. В этом браке родилось двое детей: Чарльз-младший и Сидни Эрл, которые, как и отец, стали актёрами. В 1928 году брак был расторгнут, при этом скандальный судебный процесс привлёк внимание всей страны. Получив рекордную сумму денег при разводе, она не сумела сохранить состояние и вынуждена была работать водевильной актрисой. С 1970 года работала клерком в одном из универмагов в Беверли-Хиллз. Оставила две книги автобиографического плана о её взаимоотношениях с самым знаменитым из четырёх её мужей.

## Биография
Лита Грей, урождённая Лиллита Луиз Макмюррей (Lillita Louise MacMurray), родилась в Голливуде 15 апреля 1908 года. Её мать была потомком испанских колонистов из Андалусии, проживавших в Калифорнии на протяжении девяти поколений, а отец — выходцем из Ирландии.
В 1921 году она дебютировала в кино, снявшись в двух картинах Чаплина — «Малыш» (1921) и «Праздный класс» (1921). До этого он был женат на Милдред Харрис, свадьба с которой состоялась в октябре 1918 года: Чаплину было 29 лет, Харрис — 16. Чаплин женился на Харрис из-за её беременности, которая оказалась ложной. В 1920 году во время монтажа фильма «Малыш» началась процедура развода. Адвокаты Харрис пытались арестовать фильм. Чаплин был вынужден вывезти около 140 тысяч метров плёнки (более 2000 дублей) в другой штат. Фильм монтировался в гостиничном номере в Солт-Лейк-Сити.

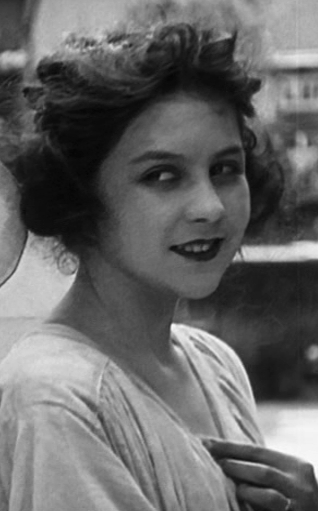
Лита Грей в образе флиртующего Ангела в фильме Чаплина «Малыш»

Между Литой и Чаплиным завязались отношения, в 1924 году, в возрасте 16 лет, она от него забеременела. Чаплин стал автором её актёрского псевдонима — Лита Грей. Чтобы не сесть в тюрьму за сексуальные отношения с несовершеннолетней, 25 ноября 1924 года Чаплин тайно женился на Лите Грей в Мексике. Она родила ему двоих сыновей: Чарльза-младшего (1925—1968) и Сидни Эрла (1926—2009), которые, как и отец, стали актёрами. Будучи женой Чаплина, Лита Грей появилась лишь в его фильме «Золотая лихорадка» (1925), и то в эпизодической роли. После того как она забеременела, Чаплин прервал съёмку на три месяца. Вернувшись к работе над фильмом, он взял на главную женскую роль Джорджию Гейл. Когда он приступил к работе над фильмом «Цирк», Лита убедила мужа пригласить на главную роль свою лучшую подругу — Мирну Кеннеди.
Брак Чаплина и Грей не заладился с самого начала, и в августе 1928 года, устав от постоянных измен мужа, Лита Грей развелась с ним. Она подала на него в суд 10 января 1927 года, и Чаплин был вынужден прервать съёмки «Цирка» на восемь месяцев. Повторилась ситуация с фильмом «Малыш» и первым разводом: адвокаты Литы требовали отчуждения всей недвижимости Чаплина, включая отснятый материал и киностудию Charles Chaplin Productions. Чтобы спасти плёнки от ареста, он отправил их в безопасное место в Нью-Йорк.
По решению суда Чаплин должен был выплатить 825 тыс. долларов (625 тыс. — ей и по 100 тыс. — в трастовый фонд на каждого сына) — рекордную для того времени сумму, что стало причиной расследования налоговых органов. Их развод стал громким событием в шоу-бизнесе, во многом из-за того, что в своих претензиях Лита заявила о сексуальных отношениях с Чаплином, будучи ещё несовершеннолетней. Эти претензии были опубликованы и публично распроданы крупным тиражом. По поводу возможности сохранить брак она позже писала: «Чарли был легендой в свои тридцать пять — тридцать шесть лет, а я была беспомощным бесталанным ребёнком пятнадцати-шестнадцати лет, и пропасть, разделявшая нас, с самого начала была бездонная. Да, многое, что он делал, кажется не менее предосудительным сейчас, чем было тогда, но всё-таки едва ли я всё делала правильно. Я не могла спасти брак. Но, возможно, я могла быть умнее и лучше».
Биограф Чаплина Джойс Милтон в своей книге «Tramp: The Life of Charlie Chaplin» писала, что отношения Чаплина и Литы Грей стали основой романа Владимира Набокова «Лолита» (1955). Эту позицию разделяли и другие авторы. Чаплин отказывался рассказывать о второй жене, ограничиваясь только фразой «Я любил всех своих жён, кроме неё». Если верить Лите, Чаплин говорил своей следующей жене Уне О’Нил про их отношения следующее: «По настоящему я любил только двух женщин: тебя и девушку, на которой женат сейчас». Чаплин бегло упоминал вторую жену в своих мемуарах «Автобиография» (1964) и книге-альбоме «Моя жизнь в фильмах». В первой книге он отзывался о браке следующим образом: «Во время съёмок „Золотой лихорадки“ я женился во второй раз. Я не стану касаться подробностей этого брака — у нас двое взрослых сыновей, которых я очень люблю. Мы прожили с женой два года, пытаясь создать семью, но ничего не получилось; у обоих осталось лишь чувство горечи». Во втором случае он высказался таким образом:
Моя вторая женитьба была ещё горестней, чем первая. Она порадовала только рождением двух сыновей — Чарльза-младшего и Сиднея. Лита Грей сыграла эпизодическую роль в «Малыше» до того как я задумал снять её в «Золотой лихорадке». Но это намерение не осуществилось: в 1924 году мы поженились и прожили вместе всего два года. Развод был шумным из-за окружавшей его атмосферы горечи и грязных сплетен. Этот период моей жизни ознаменовался огромным профессиональным триумфом, но и личным горем. Вдобавок к неприятностям с Литой Грей меня захлестнула глубокая печаль по случаю смерти матери.
После разрыва с Чаплином, Лита Грей снялась ещё лишь в трёх фильмах, и до завершения своей актёрской карьеры в 1947 году некоторое время гастролировала в США и Европе с одной из театральных компаний. Её дебют в качестве певицы состоялся в Лонг-Бич 5 октября 1928 года. Необходимость зарабатывать деньги возникла у неё в связи с непомерными тратами и биржевым крахом 1929 года. Некоторое время она встречалась с голливудским актёром Роем Д’Арси и в октябре 1928 года они даже сделали предварительное объявление про обручение. Однако брак так и не состоялся и актёр женился на своей прежней жене. Также у неё были романтические отношения с комедийным актёром Филом Бейкером: про их обручение стало известно осенью 1929 года, но и этот брак не состоялся. В марте 1930 года она отправилась на гастроли в Париж, где познакомилась с французским боксёром Джорджем Карпентером, чемпионом мира в 1920—1922 годах. Об этих отношениях в то время писали очень мало, так как он был женат. Весной 1936 года во время одного из выступлений она упала на сцене театра в шотландском Глазго. Считается, что причиной срыва стал алкоголизм и физическое истощение. Кроме Чаплина была замужем ещё трижды: с танцором-чечёточником Генри Эгваером (1936—1937), менеджером Артуром Деем (1938—1948) и музыкантом Петом Жозефом Лонго (1956—1966).
В 1970-х и 1980-х годах Грей работала клерком в универмаге Robinson в Беверли-Хиллз. О своём браке с Чаплином Лита Грей написала две биографии, в которых подробно рассказывала о своих непростых отношениях с мэтром немого кино. Первая книга «Моя жизнь с Чаплином» (My Life With Chaplin; 1966) была написана в сотрудничестве с Мортоном Купером, который по требованию издателя добавил в мемуары скандальных подробностей, интимных деталей. Вторая биография «Жена короля вечеринки» (Wife of the Life of the Party; 1998), написанная совместно с Джеффри Вейнсом, получилась гораздо сдержаннее. Лита также приняла участие в съёмках документального фильма «Неизвестный Чаплин», который был показан в 1983 году. В 1992 году в биографическом фильме режиссёра Ричарда Аттенборо «Чаплин» роль Литы Грей исполнила британская актриса Дебора Мур. Причём Литу пригласили на торжественную премьеру фильма.
Лита Грей умерла 29 декабря 1995 года от рака в Лос-Анджелесе в возрасте 87 лет. Последние дни она провела в больнице санаторного типа Фонда кинематографистов и работников телевидения. По её желанию тело кремировали и не проводилось никаких религиозных обрядов.